# Brown Peak
Brown Peak är en bergstopp i Antarktis. Den ligger i Östantarktis. Nya Zeeland gör anspråk på området. Toppen på Brown Peak är 1 524 meter över havet.
Terrängen runt Brown Peak är varierad. Havet är nära Brown Peak västerut. Brown Peak är den högsta punkten i trakten. Trakten är obefolkad. Det finns inga samhällen i närheten.